# Carré magique multiplicatif
En mathématiques, un carré magique multiplicatif d'ordre n est composé de  n2 entiers strictement positifs, généralement distincts, écrits sous la forme d'un tableau carré. Ces nombres sont disposés de manière que leurs produits sur chaque rangée, sur chaque colonne et sur chaque diagonale soient égaux.
Voici un exemple 7×7 dont entre autres, le produit de chaque ligne, chaque colonne et chaque diagonale est de 6 227 020 800 :
| Carré magique multiplicatif 7 x 7 | Carré magique multiplicatif 7 x 7 | Carré magique multiplicatif 7 x 7 | Carré magique multiplicatif 7 x 7 | Carré magique multiplicatif 7 x 7 | Carré magique multiplicatif 7 x 7 | Carré magique multiplicatif 7 x 7 |
| --------------------------------- | --------------------------------- | --------------------------------- | --------------------------------- | --------------------------------- | --------------------------------- | --------------------------------- |
| 27                                | 50                                | 66                                | 84                                | 13                                | 2                                 | 32                                |
| 24                                | 52                                | 3                                 | 40                                | 54                                | 70                                | 11                                |
| 56                                | 9                                 | 20                                | 44                                | 36                                | 65                                | 6                                 |
| 55                                | 72                                | 91                                | 1                                 | 16                                | 36                                | 30                                |
| 4                                 | 24                                | 45                                | 60                                | 77                                | 12                                | 26                                |
| 10                                | 22                                | 48                                | 39                                | 5                                 | 48                                | 63                                |
| 78                                | 7                                 | 8                                 | 18                                | 40                                | 33                                | 60                                |

## De nombres complexes
Le carré magique complexe ci-dessous donne le produit magique de (-352 507 340 640 - 400 599 719 520 i), toujours (entre autres) sur chaque ligne, chaque colonne et chaque diagonale :
| Carré multiplicatif 7 x 7 de nombres complexes | Carré multiplicatif 7 x 7 de nombres complexes | Carré multiplicatif 7 x 7 de nombres complexes | Carré multiplicatif 7 x 7 de nombres complexes | Carré multiplicatif 7 x 7 de nombres complexes | Carré multiplicatif 7 x 7 de nombres complexes | Carré multiplicatif 7 x 7 de nombres complexes |
| ---------------------------------------------- | ---------------------------------------------- | ---------------------------------------------- | ---------------------------------------------- | ---------------------------------------------- | ---------------------------------------------- | ---------------------------------------------- |
| 21+14i                                         | -70+30i                                        | -93-9i                                         | -105-217i                                      | 16+50i                                         | 4-14i                                          | 14-8i                                          |
| 63-35i                                         | 28+114i                                        | -14i                                           | 2+6i                                           | 3-11i                                          | 211+357i                                       | -123-87i                                       |
| 31-15i                                         | 13-13i                                         | -103+69i                                       | -261-213i                                      | 49-49i                                         | -46+2i                                         | -6+2i                                          |
| 102-84i                                        | -28-14i                                        | 43+247i                                        | -10-2i                                         | 5+9i                                           | 31-27i                                         | -77+91i                                        |
| -22-6i                                         | 7+7i                                           | 8+14i                                          | 50+20i                                         | -525-492i                                      | -28-42i                                        | -73+17i                                        |
| 54+68i                                         | 138-165i                                       | -56-98i                                        | -63+35i                                        | 4-8i                                           | 2-4i                                           | 70-53i                                         |
| 24+22i                                         | -46-16i                                        | 6-4i                                           | 17+20i                                         | 110+160i                                       | 84-189i                                        | 42-14i                                         |